# Wile E. Coyote Canyon Blaster
Joker Funhouse Coaster, voorheen Wile E. Coyote Canyon Blaster, is een stalen achtbaan in het Amerikaanse attractiepark Six Flags Over Georgia.

## Geschiedenis
Onder de naam Wile E. Coyote Canyon Blaster werd de achtbaan geopend op 4 september 2004. De achtbaan lag toen in het Spanish Fort sectie van het park en lag in themagebied Bugs Bunny World. Dit is zo gebleven tot het seizoen 2016.
Vanaf 2016 heet de achtbaan Joker Funhouse Coaster. De achtbaan is opnieuw thematiseerd naar Joker uit de wereld van Batman en ligt nu in het themagebied DC Super Friends.

## Algemene informatie
De achtbaan is een aangepast model type Big Dipper en is gebouwd door de Amerikaanse attractiebouwer Chance Rides. De baanlengte bedraagt 270 meter en haalt een maximale snelheid van 48 kilometer per uur. De rit duurt één minuut en 28 seconden. Op de achtbaan rijdt met één trein met vijf karretjes. De capaciteit is 20 personen en de capaciteit per uur is 1000 personen. De minimale lengte om in de achtbaan te mogen is 91 centimeter.